# Coppa delle Nazioni 1952
La Coppa delle Nazioni 1952 è stata la 26ª edizione dell'omonima competizione di hockey su pista. Il torneo, organizzato dal Montreux Hockey Club, ha avuto luogo ad aprile 1952.
Il trofeo è stato conquistato dalla Spagna per la prima volta nella sua storia.

## Squadre partecipanti
Nazionali
- Belgio
- Germania Ovest
- Inghilterra
- Paesi Bassi
- Portogallo
- Spagna

Club
- DLF Trieste
- Montreux

## Classifica finale
|  | Pos. | Squadra        | Pt | G | V | N | P | GF | GS | DR  |
|  | ---- | -------------- | -- | - | - | - | - | -- | -- | --- |
|  | 1.   | Spagna         | 18 | 7 | 4 | 3 | 0 | 30 | 13 | +17 |
|  | 2.   | Portogallo     | 17 | 7 | 4 | 2 | 1 | 31 | 15 | +16 |
|  | 3.   | Montreux       | 17 | 7 | 5 | 0 | 2 | 28 | 17 | +11 |
|  | 4.   | Inghilterra    | 15 | 7 | 4 | 0 | 3 | 26 | 15 | +11 |
|  | 5.   | Belgio         | 15 | 7 | 3 | 2 | 2 | 26 | 24 | +2  |
|  | 6.   | DLF Trieste    | 12 | 7 | 1 | 3 | 3 | 14 | 17 | -3  |
|  | 7.   | Germania Ovest | 9  | 7 | 1 | 0 | 6 | 19 | 36 | -17 |
|  | 8.   | Paesi Bassi    | 9  | 7 | 1 | 0 | 6 | 19 | 56 | -37 |

Legenda:
      Squadra vincitrice della coppa delle nazioni.
Note:
Tre punti a vittoria, due a pareggio, uno a sconfitta.